# Petőfi Muzeális Gyűjtemény és Kiállítóhely
A Petőfi Muzeális Gyűjtemény és Kiállítóhely, közkeletű nevén: Petőfi Múzeum Aszód legjelentősebb állandó kiállítóhelye (Szontágh lépcső 2.).

## Az épületegyüttes

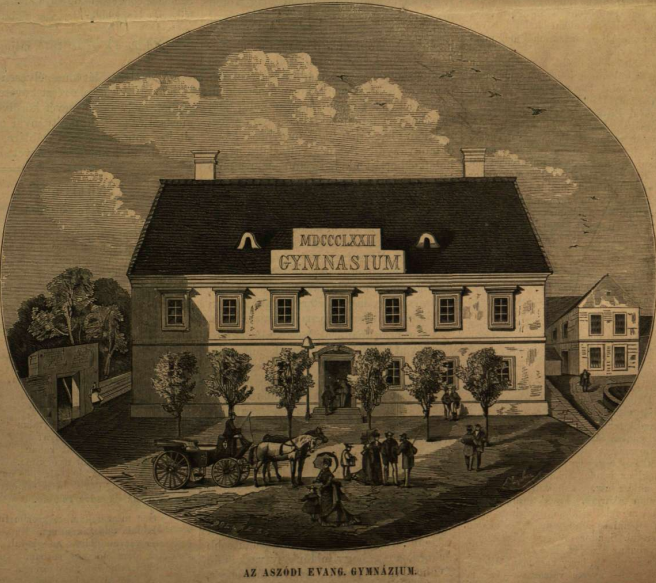
Az épület és környezete (1872)

Az állandó kiállításoknak a múzeum főépülete ad otthont. Ennek téglalap alapú, vegyes falazatú (homokkő, tégla) földszinti részét 1769–1771 között, Podmaniczky II. János jelentős anyagi hozzájárulásával, iskolának építették. A vastag falakra 1872-ben húzták rá az emeletet; az épület ekkor kapta máig megőrzött klasszicista jellegét. Szegmentíves bejáratát rojtos szemöldökpárkány díszíti. 1931-ig az evangélikus egyház gimnáziuma, majd a gimnázium fiú internátusa volt. 1948-ban államosították, majd szükséglakásokká alakították. 1958-ban itt rendezték be az aszódi járás múzeumát. 1962-ben hozták létre a megye múzeumait összefogó Pest Megyei Múzeumok Igazgatóságát; azóta a Petőfi Múzeum e szervezet egyik tájmúzeuma.
A múzeum raktárait, irodáit, restaurátor műhelyét, könyvtárát és tanácstermét a főépület mögött, a kiegyezés után nem sokkal épített, jellegtelen épületsorban helyezték el. Ehhez az épületrészt 1992–1994 között átalakították és kibővítették.
Az 1896-ban épített rajzterem jelenleg galéria: itt rendezik az időszaki kiállításokat.
A főépület előtti park látnivalói:
- a fiatal Petőfi Sándor mellszobra Kovács Ferenc kétszeres Munkácsy-díjas szobrász alkotása;
- az 1770-es bevésett évszámmal jelzett kerti kutat Acsáról, a Prónay-kastélyból szállították Aszódra;
- a város három történelmi vallási közösségére (katolikus, evangélikus, zsidó) egy-egy sírkő utal.

## A múzeum
A Petőfi Múzeum gyűjtőterülete a Galgamente 19 települése. Szakmailag felügyeli a kistáj hat falumúzeuma:
- Dány, néprajzi ház;
- Vankóné Dudás Juli Emlékház (Galgamácsa);
- Iklad, falumúzeum;
- Tura, falumúzeum;
- Verseg, falumúzeum;
- Zsámbok, falumúzeum;

tevékenységét.
A gyűjteményről a „Galga mente” című állandó kiállítás ad áttekintést.